# شکل‌دهی شبکه با مهندسی لیزر
تشکیل پودر لیزر که با نام اختصاصی (شکل دهی به روش مهندسی لیزر) نیز شناخته می‌شود، یک فرایند افزایشی است که برای ساخت قطعات فلزی مستقیماً از مدل جامد طراحی شده به کمک کامپیوتر (CAD)، به روش تزریق پودر فلز در حوضچه مذاب که با یک پرتوی لیزر متمرکز و پرقدرت تشکیل شده، ایجاد شده‌است. این تکنیک همچنین معادل چندین تکنیک برند تجاری است که دارای رسوب مستقیم فلز (DMD) و ترکیب (laser consolidation (LC هستند. در مقایسه با فرایندهایی که از بسترهای پودری استفاده می‌کنند، مانند (selective laser melting (SLM، اشیا ساخته شده با این فرایند (LENS) می‌تواند به‌طور قابل توجهی دارای ابعاد بزرگتری باشند، حتی تا چند فوت.
Optomec نشان داده شده در شکل جدیدترین دستگاه Optomec’s RP مبتنی بر فناوری LENS است. 
فرایند LENS بر اساس دو اصل زیر انجام می‌گیرد:
1. لیزری با توان بالای روی نقطه‌ای از لایه شکل‌گرفته قبلی، متمرکزشده و حوضچه مذابی در آن نقطه ایجاد می‌کند. هم‌زمان پودر فلز به این حوضچه مذاب پاشیده شده و حجم مواد در آن نقطه افزایش یابد.
2. یک سیستم حرکتی شبیه به چاپگر، هم‌زمان با تابش لیزری و پاشش پودر، پلتفرم سطح مقطع توسط لیزر جاروب شود. بعد از شکل‌گیری یک‌لایه، نازل انتقال پودر به‌منظور ساخت لایه بعدی به بالا می‌رود.

## روش
- [۲] پودر فلز توسط یک کلگی به نقطه تمرکز اشعه لیزر تزریق می‌شود تا ذوب گردد،
- در شکل اجزای کلگی شامل راهگاه‌های انتقال پودر (در اطراف) و سیستم هدایت لیزر (در مرکز) به‌وضوح قابل مشاهده می‌باشد.
- پرتو لیزر با استفاده از مجموعه‌ای از عدسی‌ها در نقطه خاصی متمرکز و ثابت‌شده و به وسیله سیستم محرک تعبیه‌شده، پلتفرم به‌صورت طولی و عرضی(x و y در شکل) حرکت داده می‌شود. بدین‌ترتیب هر لایه با جاروب شدن سطح مقطع توسط لیزر شکل می‌گیرد.
- برای جلوگیری از تأثیرات منفی اکسیژن هوا بر کیفیت اتصال ذرات و یکپارچگی قطعات هم‌زمان با فرایند تابش لیزری و پاشش پودر، گاز آرگون به محل تابش پرتو لیزر تزریق می‌گردد.
- تکمیل ساخت در این روش به صورت لایه به لایه صورت می‌گیرد و بعد از اتمام کار هر لایه کلگی به سمت بالا حرکت کرده و لایه بعدی را شکل می‌دهد.
- فرایند در محیط عایق انجام می‌شود، قطعات بعد از این عملیات از چگالی خوبی برخوردار بوده و ساختار دانه‌بندی مناسبی دارند، ولی نیاز به پرداخت جزئی دارند.

## کاربرد ها

### [۳]تولید افزودنی آلیاژهای تیتانیوم و تیتانیوم برای کاربردهای پزشکی
LENS یک فناوری AM(additive manufacturing) مبتنی بر لیزر است که از بستر پودر استفاده نمی‌کند. در این تکنیک ، یک محفظه مرحله ساخت را با محور x-y ترجمه خود در خود جای می دهد در حالی که سر لیزر در امتداد جهت z حرکت می کند. پودر در نقطه کانونی لیزر توسط یک گاز بی اثر به محفظه جو کنترل شده منتقل می شود. پودر و لیزر یک حوضچه مذاب در سطح فلز ایجاد می کند ، که سپس برای چاپ استفاده می شود. از آنجا که LENS یک روش بستر پودری نیست ، قطعات ساخته شده از این روش به اندازه بستر پودر محدود نمی‌شوند و طول آنها می تواند تا چند فوت باشد. برخلاف تکنیک های ذکر شده قبلی ، LENS توانایی تولید قطعات با مواد متعدد مانند ساختار متراکم یا متخلخل دارای درجه بندی ترکیبی را فراهم می کند. چنین نسخه هایی را می توان در حین چاپ قطعه به دست آورد.
تحقیقات اولیه در مورد استفاده از فناوری LENS برای ایمپلنت های زیست پزشکی با ایمپلنت های متخلخل با سختی کم بصورته منافذ بهینه شده برای رشد سلولهای استخوانی در شرایط آزمایشگاهی آغاز شد. تحقیقات بیشتر بر روی تولید ساختارهای درجه بندی شده برای کاربردهای پوسته مصتحکم و تولید پوشش های سخت برای ایجاد سطوح با استفاده از زیرکونیوم یا اکسید تیتانیوم روی تیتانیوم متمرکز شده است. همچنین ، از مواد زیست سازگار دیگری مانند CoCrMo و NiTi برای اصلاح مدول موثر آنها با ایجاد تخلخل جهت محافظت در برابر تنش استفاده شده است.
تأثیر تخلخل بر خصوصیات مکانیکی:
با طراحی تخلخل کاشت(implant) های ساخته شده با LENS، ، کارهای قبلی نشان داده است که می توان مدول الاستیک ایمپلنت های Ti64 را به7 و 60 GPa کاهش داد . این به طور قابل توجهی پایین تر از 110 GPa است که در ایمپلنت های متراکم Ti64 مشاهده می شود و امکان مطابقت مدول الاستیک بهتر با استخوان قشر مغز را فراهم می کند ، که می تواند از 10 تا 30 GPa باشد. تخلخل ایمپلنت های ارتوپدی باعث بهبود چسبندگی ، واسکولاریزاسیون و رشد بافت می شود. هدف از این کار تولید ایمپلنت های متخلخل Ti64 در تلاش برای افزایش تثبیت بیولوژیکی برای افزایش بافت در رشد و کاهش عدم تطابق مدول بود.

## [۴]ویژگی‌ها

### معایب
- کارایی این روش در ساخت قطعات کوچک کمتر بوده.
- قطعات ساخته شده از صافی سطح خوبی برخوردار نمی‌باشند.
- سیستم لیزر این فرایند توان مصرفی بالایی دارد و ابعاد دستگاهش نسبتاً بزرگ است.

### مزایا
- قطعات ساخته شده با این روش دارای سازه‌های درونی و ویژگی‌های مادی بسیار خوب هستند و خواص میکروسکوپی خوبی دارند.
- این فرایند مناسب قطعات با هندسه پیچیده‌است.

## سایر تکنیک‌ها
این فرایند از نظر اینکه با استفاده از روش ساخت لایه به لایه، یک جز قطعات جامد را تشکیل می‌دهد، از نظر رویکرد مشابه سایر فناوری‌های ساخت سه بعدی است. فرایند LENS در بسیاری از موارد بدون هیچگونه عملیات ثانویه، می‌تواند از فلز و پودر اکسید فلز به قطعات فلزی تبدیل شود. LENS مشابه پخت لیزر انتخابی است، اما پودر فلز فقط در جایی اضافه می‌شود که مواد در آن لحظه به قطعه اضافه شود. بدین ترتیب می‌تواند قطعات در طیف گسترده‌ای از آلیاژها، از جمله تیتانیوم، فولاد ضدزنگ، آلومینیوم و سایر مواد ویژه را تولید کند؛ و همچنین مواد مرکب و دارای درجه‌بندی عملکردی. کاربردهای اصلی برای فناوری LENS شامل تعمیر و تعمیرات اساسی، نمونه سازی سریع، تولید سریع و ساخت محدود برای صنایع هوافضا، دفاع و پزشکی است. مطالعات میکروسکوپی نشان می‌دهد که قطعات LENS کاملاً متراکم و بدون تخریب ترکیبات هستند.
این فرایند همچنین می‌تواند قطعات «نزدیک» به طرح اصلی را ایجاد کند، در حالی که ساخت یک مورد برای مشخصات دقیق ممکن نیست. در این موارد برای دستیابی به انطباق نهایی می‌توان از فرایند پس از تولید مانند ماشینکاری سبک ،پرذاخت سطح یا عملیات حرارتی استفاده کرد. این به عنوان عملیات نهایی انجام می‌شود.

### [۳]تولید افزودنی آلیاژها و کامپوزیت های پایه آلومینیوم(DED of Al–12Si)
تلاش برای ساخت آلیاژ توسط LENS به خصوص موفقیت آمیز نبود زیرا پنجره پردازش بسیار باریک بود و نمونه ها متخلخل با تراکم نسبی در محدوده 85٪ - 90٪ بودند. با این حال ، تصفیه قابل توجهی از eutectic Si برای نمونه های پردازش شده با لیزر مشاهده شد ، که نه تنها هدایت حرارتی آن را نسبت به Al-12Si به طور معمول ریخته کاری می کند بلکه اثر مخرب تخلخل را جبران می کند. از طرف دیگر ، به نظر می رسد DMD با لیزر توانسته است نمونه های کاملاً متراکمی تولید کند. توجه داشته باشید که ضخامت لایه به دست آمده در رسوبات برای طیف وسیعی از پارامترهای DMD بسته به پارامترهای DMD مورد استفاده تا 1 میلی متر بود ، به طور قابل توجهی بزرگتر از آنچه در SLM مشاهده شده است. بررسی ریزساختاری انتقال دوره ای مورفولوژی ریزساختاری از دندریتهای ستونی به ساختار ریز سلول در هر لایه را نشان داد. بنابراین ، شباهت شدیدی به ریزساختارهای ساخته شده SLM AlSi10Mg و با SLM Al-12Si وجود دارد: همه آنها α-Al اولیه را با دانه Si معادل هم در مرزهای دندریت نمایش می دهند. تاریخچه چرخه حرارتی و میزان خنک سازی موضعی استخر مذاب در طی DMD نسبت به آنچه در SLM بدست آمده کندتر است و ضخامت لایه بیشتر است ، بنابراین این مشاهده ریزساختارهای درشت(عیوب حجمی) را نشان می دهد . اخیراً از فناوری DMD برای رسوب Al-12Si در قالب ریخته گری Al-Si استفاده شده است و این مزیت(در امکان افزودن فلز به قطعات موجود و همچنین امکان راه حل های تعمیر و نوسازی ) را که فرایندهای DED نسبت به فرایندهای "PBF SLM" دارند ، آنهارا برجسته قرار کرده.

### [۳]تولید مواد افزودنی سرامیکی با لیزر
از فناوری شکل دهی به روش لیزر برای تولید افزودنی ساختارها از آلومینا استفاده کرده است. این فرایند شبیه روکش لیزر است و مواد پودری توسط یک نازل به حوضچه مذاب ساخته شده با لیزر اضافه می شوند. بحث در مورد اندازه دانه وابسته به شیب دما و سرعت خنک کننده است. تراکم قطعات ساخته شده به 94٪ می رسد اما با عملیات پس از حرارت بیشتر به 97٪ افزایش می یابد. برخی از نمونه ها بدون ترک هستند و به مقاومت قطعات متداول تولید می شوند. با این وجود دقت و ظرافت به اندازه نقطه لیزر اعمال شده (قطر 1.5 میلی متر) محدود می شود.